# Saint-Siméon (Eure)
Saint-Siméon település Franciaországban, Eure megyében. Lakosainak száma 323 fő (2022. január 1.). Saint-Siméon Tourville-sur-Pont-Audemer, Saint-Martin-Saint-Firmin, La Noë-Poulain, Saint-Étienne-l’Allier, La Poterie-Mathieu, Épaignes és Selles községekkel határos.

## Népesség
A település népessége az elmúlt években az alábbi módon változott:
| Lakosok száma | 239  | 236  | 282  | 304  | 324  | 325  | 317  | 313  | 310  | 323  |
|               | 1968 | 1982 | 1990 | 2006 | 2013 | 2015 | 2017 | 2019 | 2020 | 2022 |